# Saison 1993-1994 du FC Nantes Atlantique
Chronologie
Saison précédente Saison suivante
La saison 1993-1994 du FC Nantes Atlantique est la 51e saison de l'histoire du club nantais. Le club est engagé dans trois compétitions : la Division 1 (31e participation), la Coupe de France (51e participation) et la Coupe UEFA (7e participation).

La saison 1993-1994 du FC Nantes Atlantique est aussi la 31e saison d'affilée du club en Division 1. Le FC Nantes Atlantique termine 5e du championnat de France (avec 45 points, pour 17 victoires, 11 nuls et 10 défaites) et atteint les demi-finales de la coupe de France.

## Résumé de la saison
La saison 1993-1994 est envisagée sans grand changement : les recrues sont jeunes, choisies pour leur potentiel et sans dépense majeure. Noureddine Naybet est recruté au Wydad de Casablanca en remplacement de Vulic (premier contrat professionnel), de même que le latéral gauche Christophe Pignol formé à Saint-Étienne et l'attaquant nigérian Samson Siasia. Suffisant pour confirmer les performances nationales, avec une cinquième place en championnat (comme l'année précédente qualificative en coupe UEFA), et une demi-finale de coupe de France.
Cependant, l'élimination face à Auxerre à domicile (0-1) comme celle face au FC Valence en coupe UEFA (1-1 à domicile, 1-3 à l'estadio de Mestalla), révèle encore un certain manque d'expérience. En fin de saison, Naybet quitte déjà le FC Nantes pour un grand club européen, le Sporting Portugal. Nantes recrute de nouveau au compte-gouttes : le Lillois Éric Decroix pour renforcer la défense, le Caennais Benoît Cauet, passé par l'ASPTT Nantes pendant sa formation, avant un début de carrière à l'OM et un gardien de but remplaçant, Dominique Casagrande.

## Effectif et encadrement

### Transferts
| Nom                        | Nationalité | Poste     | Modalités | Provenance/Destination | Division                |
| -------------------------- | ----------- | --------- | --------- | ---------------------- | ----------------------- |
| Arrivées                   |             |           |           |                        |                         |
| Jean-Louis Garcia          | France      | Gardien   |           | FC Nantes rés.         | Division 3 - Ouest (D3) |
| Jean-Christophe Bouteiller | France      | Défenseur |           | FC Nantes rés.         | Division 3 - Ouest (D3) |
| Noureddine Naybet          | Maroc       | Défenseur |           | Wydad Casablanca       | Botola Pro (D1)         |
| Christophe Pignol          | France      | Défenseur |           | FC Istres VN           | Division 2 - A (D2)     |
| Franck Renou               | France      | Attaquant |           | FC Nantes rés.         | Division 3 - Ouest (D3) |
| Samson Siasia              | Nigeria     | Attaquant |           | KSC Lokeren            | Division 1 (D1)         |
| Départs                    |             |           |           |                        |                         |
| Zoran Vulić                | Yougoslavie | Défenseur |           | HNK Hajduk Split       | Prva HNL (D1)           |
| Fabien Debotté             | France      | Attaquant |           | Joueur libre           |                         |
| José Dalmao                | Uruguay     | Attaquant |           | USL Dunkerque          | Division 2 (D2)         |

## Compétitions officielles

### Division 1
| Date                        | Journée | TV     | Adversaire               | Lieu | Score | Buteurs du FCNA                              | Class. | Affluence          |
| --------------------------- | ------- | ------ | ------------------------ | ---- | ----- | -------------------------------------------- | ------ | ------------------ |
| Vendredi 23 juillet 1993    | J01     | Canal+ | AS Monaco FC             | Dom. | 1 - 0 | N'Doram 17e                                  | 3      | 18.000 (ou 12.751) |
| Samedi 31 juillet 1993      | J02     | -      | AS Saint-Étienne         | Dom. | 1 - 0 | Ouédec 45e                                   | 3      | 22 300             |
| Samedi 7 août 1993          | J03     | -      | Toulouse FC              | Ext. | 3 - 0 | Siasia 11e, Ouédec 24e 55e                   | 1      | 9.046              |
| Mercredi 11 août 1993       | J04     | -      | Olympique de Marseille   | Dom. | 0 - 0 | -                                            | 1      | 32.124             |
| Samedi 14 août 1993         | J05     | -      | FC Girondins de Bordeaux | Ext. | 0 - 2 | -                                            | 4      | 26.390             |
| Samedi 28 août 1993         | J06     | -      | Montpellier HSC          | Dom. | 0 - 0 | -                                            | 3      | 17.361             |
| Mercredi 1er septembre 1993 | J07     | -      | Lille OSC                | Ext. | 0 - 0 | -                                            | 4      | 9.164              |
| Samedi 11 septembre 1993    | J08     | -      | RC Strasbourg            | Dom. | 2 - 2 | Siasia 26e, N'Doram 82e                      | 5      | 12.497             |
| Dimanche 19 septembre 1993  | J09     | Canal+ | Angers SCO               | Ext. | 0 - 0 | -                                            | 8      | 10.516             |
| Vendredi 24 septembre 1993  | J10     | -      | SM Caen                  | Dom. | 1 - 0 | Ouédec 32e (pen.)                            | 4      | 10.643             |
| Samedi 2 octobre 1993       | J11     | Canal+ | Olympique lyonnais       | Ext. | 1 - 2 | Ziani 50e                                    | 8      | 16.323             |
| Mercredi 6 octobre 1993     | J12     | -      | FC Metz                  | Dom. | 2 - 0 | Ouédec 84e 86e                               | 6      | 8.912              |
| Dimanche 17 octobre 1993    | J13     | Canal+ | FC Sochaux-Montbéliard   | Ext. | 1 - 1 | Ouédec 63e                                   | 5      | 3.500              |
| Samedi 23 octobre 1993      | J14     | -      | AJ Auxerre               | Dom. | 1 - 2 | Ouédec 52e (pen.)                            | 7      | 20.650             |
| Vendredi 29 octobre 1993    | J15     | -      | Paris Saint-Germain FC   | Ext. | 0 - 1 | -                                            | 8      | 30.967             |
| Samedi 6 novembre 1993      | J16     | -      | FC Martigues             | Dom. | 2 - 1 | Ouédec 19e 34e                               | 6      | 10.698             |
| Mercredi 10 novembre 1993   | J17     | -      | RC Lens                  | Ext. | 1 - 1 | Ouédec 16e                                   | 6      | 19.428             |
| Samedi 20 novembre 1993     | J18     | -      | AS Cannes                | Dom. | 0 - 0 | -                                            | 7      | 15.511 (ou 16.276) |
| Samedi 27 novembre 1993     | J19     | -      | Le Havre AC              | Ext. | 0 - 0 | -                                            | 6      | 7.116 (ou 7.082)   |
| Jeudi 2 décembre 1993       | J20     | Canal+ | AS Saint-Étienne         | Ext. | 1 - 1 | N'Doram 14e                                  | 7      | 9.431              |
| Samedi 11 décembre 1993     | J21     | -      | Toulouse FC              | Dom. | 4 - 0 | Siasia 1re 3e, N'Doram 40e, Ouédec 87e       | 6      | 10.974             |
| Samedi 18 décembre 1993     | J22     | -      | Olympique de Marseille   | Ext. | 1 - 3 | Ferri 14e                                    | 6      | 32.074             |
| Samedi 15 janvier 1994      | J23     | -      | FC Girondins de Bordeaux | Dom. | 4 - 1 | Loko 24e, Ouédec 55e, N'Doram 72e, Ferri 75e | 5      | 22.051             |
| Samedi 29 janvier 1994      | J24     | -      | Montpellier HSC          | Ext. | 0 - 1 | -                                            | 6      | 10.613             |
| Samedi 5 février 1994       | J25     | -      | Lille OSC                | Dom. | 2 - 0 | Loko 42e, Ouédec 64e (pen.)                  | 6      | 12.325             |
| Mercredi 9 février 1994     | J26     | -      | RC Strasbourg            | Ext. | 3 - 0 | Ouédec 6e 46e, Naybet 60e                    | 4      | 12.475             |
| Samedi 19 février 1994      | J27     | -      | Angers SCO               | Dom. | 2 - 1 | Ferri 26e, N'Doram 41e                       | 4      | 17.570             |
| Vendredi 25 février 1994    | J28     | -      | SM Caen                  | Ext. | 0 - 0 | -                                            | 4      | 16.379             |
| Samedi 5 mars 1994          | J29     | -      | Olympique lyonnais       | Dom. | 1 - 0 | Ouédec 77e                                   | 3      | 15.000             |
| Dimanche 13 mars 1994       | J30     | Canal+ | FC Metz                  | Ext. | 0 - 2 | -                                            | 4      | 7.152              |
| Samedi 26 mars 1994         | J31     | -      | FC Sochaux-Montbéliard   | Dom. | 2 - 0 | Pedros 15e, Loko 89e                         | 4      | 11.678             |
| Vendredi 1er avril 1994     | J32     | Canal+ | AJ Auxerre               | Ext. | 1 - 3 | Ferri 15e                                    | 5      | 10.000             |
| Mardi 5 avril 1994          | J33     | -      | Paris Saint-Germain FC   | Dom. | 3 - 0 | Loko 20e, Pedros 67e, Ouédec 70e             | 5      | 20.482             |
| Samedi 9 avril 1994         | J34     | -      | FC Martigues             | Ext. | 2 - 1 | N'Doram 34e, Loko 55e                        | 4      | 4.000              |
| Mardi 26 avril 1994         | J35     | -      | RC Lens                  | Dom. | 2 - 1 | Ouédec 20e (pen.), N'Doram 88e               | 4      | 20.000             |
| Vendredi 29 avril 1994      | J36     | Canal+ | AS Cannes                | Ext. | 0 - 4 | -                                            | 5      | 6.582              |
| Samedi 7 mai 1994           | J37     | -      | Le Havre AC              | Dom. | 3 - 1 | Ouédec 3e, Pedros 22e 30e                    | 4      | 15.032             |
| Samedi 21 mai 1994          | J38     | -      | AS Monaco FC             | Ext. | 0 - 1 | -                                            | 5      | 2.200              |

### Coupe de France
| Date                     | Tour            | Adversaire               | Niveau            | Lieu | Score      | Buteurs du FCNA                          | Affluence |
| ------------------------ | --------------- | ------------------------ | ----------------- | ---- | ---------- | ---------------------------------------- | --------- |
| Samedi 22 janvier 1994   | 1/32e de finale | FC Vaulx-en-Velin        | National 2-B (D4) | Ext. | 2 - 0      | Makélélé 37e, Loko 60e                   | 5.000     |
| Vendredi 11 février 1994 | 1/16e de finale | FC 56 Lorient            | National 1-A (D3) | Ext. | 2 - 0 a.p. | Loko 97e, Ouédec 115e (pen.)             | 10.170    |
| Vendredi 18 mars 1994    | 1/8e de finale  | FC Girondins de Bordeaux | D1                | Dom. | 1 - 0      | Ouédec 3e                                | 18.000    |
| Mercredi 4 mai 1994      | 1/4 de finale   | US Valenciennes-Anzin    | D2                | Dom. | 3 - 1      | Pedros 20e, Ouédec 71e (pen.), Ferri 88e | 19.000    |
| Mardi 10 mai 1994        | 1/2 finale      | AJ Auxerre               | D1                | Ext. | 0 - 1      | -                                        | 15.000    |

### Coupe UEFA
| Date                    | Tour                     | Adversaire | Niveau       | Lieu | Score      | Buteurs du FCNA | Affluence |
| ----------------------- | ------------------------ | ---------- | ------------ | ---- | ---------- | --------------- | --------- |
| Jeudi 16 septembre 1993 | 1/32e de finale - aller  | Valence CF | D1 espagnole | Dom. | 1 - 1      | Ouédec 12e      | 14.766    |
| Jeudi 30 septembre 1993 | 1/32e de finale - retour | Valence CF | D1 espagnole | Ext. | 1 - 3 a.p. | Pédros 50e      | 46.700    |

## Statistiques

### Statistiques collectives
| Compétition     | Débute au tour  | Termine         | Matches joués | Gagnés | Nuls | Perdus | Buts pour | Buts contre | Différence |
| --------------- | --------------- | --------------- | ------------- | ------ | ---- | ------ | --------- | ----------- | ---------- |
| Division 1      | -               | 5e              | 38            | 17     | 11   | 10     | 47        | 32          | +15        |
| Coupe de France | 1/32e de finale | 1/2 finale      | 5             | 4      | 0    | 1      | 8         | 2           | +6         |
| Coupe UEFA      | 1/32e de finale | 1/32e de finale | 2             | 0      | 1    | 1      | 2         | 4           | -2         |
| Total           | -               | -               | 45            | 21     | 12   | 12     | 57        | 38          | +19        |

## Affluences
- Affluence moyenne à domicile du FC Nantes : 17 612 spectateurs[12], dont 16 231 en championnat

Affluence du FC Nantes Atlantique à domicile